# 原州
原州（げんしゅう）は、中国にかつて存在した州。南北朝時代からモンゴル帝国時代にかけて、現在の寧夏回族自治区固原市あるいは甘粛省鎮原県一帯に設置された。

## 魏晋南北朝時代
436年（太延2年）、北魏により高平鎮が設置された。524年（正光5年）、高平鎮は原州と改称された。原州は高平郡・長城郡の2郡4県を管轄した。
| 王朝 | 北魏          | 北魏          |
| 州   | 原州          | 原州          |
| 郡   | 高平郡        | 長城郡        |
| 県   | 高平県 里亭県 | 黄石県 白池県 |

西魏のとき、高平郡は平高郡と改められた。

## 隋代
隋初には、原州は2郡5県を管轄した。583年（開皇3年）、隋が郡制を廃すると、原州の属郡は廃止された。607年（大業3年）に州が廃止されて郡が置かれると、原州は平涼郡と改称され、下部に5県を管轄した。隋代の行政区分に関しては下表を参照。
| 州 | 原州                 | 原州          | 郡 | 平涼郡                             |
| 郡 | 平高郡               | 長城郡        | 県 | 平高県 百泉県 平涼県 会寧県 黙亭県 |
| 県 | 平高県 黙亭県 烏蘭県 | 長城県 平涼県 | 県 | 平高県 百泉県 平涼県 会寧県 黙亭県 |

## 唐代
618年（武徳元年）、唐が薛仁杲を平定すると、平涼郡は原州と改められた。742年（天宝元年）、原州は平涼郡と改称された。758年（乾元元年）、平涼郡は原州の称にもどされた。原州は関内道に属し、平高・平涼・百泉・蕭関の4県を管轄した。808年（元和3年）、吐蕃の侵攻を受けて平高・蕭関の2県を失陥したことから、原州の州治は臨涇県に移された。

## 宋代
北宋のとき、原州は秦鳳路に属し、臨涇・彭陽の2県と新城・柳泉の2鎮と開辺・西壕・平安・綏寧・靖安の5砦と安羌・新城の2堡を管轄した。
金のとき、原州は慶原路に属し、臨涇・彭陽の2県と柳泉・新城・蕭関の3鎮と綏寧・平安・靖安・開辺・西壕の5寨を管轄した。

## 元代
1270年（至元7年）、モンゴル帝国により原州は廃止され、鎮戎州と統合されて鎮原州が成立した。